# Guy Autret de Missirien
Pour les articles homonymes, voir Autret.
Guy Autret de Missirien, seigneur de Missirien, Lesergué, Kergoz, etc., est un historien et généalogiste français né vers 1599 à Goulien et mort à Paris le 3 avril 1660.
Guy Autret est né au manoir de Lezoualc'h en Goulien. Il est le second fils de Yves Autret et de sa seconde épouse Gillette du Plessix.
Il eut pour parrain Guy Éder de La Fontenelle - qui, pendant les guerres de la Ligue, avait tué en 1595 le propre arrière-grand-père de Guy Autret, René de Lézoualc'h, et incendié partiellement son manoir.

## Biographie
Guy Autret perd sa mère à 19 ans. Sa santé fragile l'empêcha de faire une carrière militaire comme il l'aurait souhaité (« Si Dieu m'avait donné autant de vigueur au corps qu'à l'esprit, je n'aurais jamais voulu mourir autrement que l'épée à la main » a-t-il écrit), il fit de brillantes études qui le firent remarquer par l'évêque de Quimper René du Louët. À sa majorité (25 ans) il s'installe au manoir de Lezergué en Ergué-Gabéric. La lecture de l'Histoire Généalogique du père Augustin du Paz, entachée de nombreuses erreurs le conduit à se consacrer à la généalogie. Il épouse Blanche Lohéac en 1625. Il entreprend une correspondance suivie avec Pierre D'hozier, auteur d'une Généalogie des principales familles de France. Il se rend plusieurs fois à Paris auprès de son mentor. En 1637  il publie ses Annotations sur les lettres patentes du Roy portant commission de convoquer le ban et l'arrière-ban de Bretagne. Ce texte juridique qui conteste cette convocation pour un conflit étranger aux Bretons s'élève l'absolutisme royal au nom du Traité d'Union de la Bretagne à la France de 1532. En 1642 il publie son grand projet d' Histoire généalogique de Bretagne. Il y travaillera jusqu'à sa mort en 1660 sans pouvoir la terminer. Il publie deux articles dans La Gazette de Théophraste Renaudot sur Le Voyage d'Henriette de France en Bretagne (14 et 31 août 1644). Il perd sa première femme en 1649 et se remarie en 1652 à Françoise Le Borgne de Lesquiffiou. Il ne laissera pas de descendance.
Il vécut essentiellement au manoir de Lézergué et s'occupa des nombreux biens qu'il possédait, en particulier à Ergué-Gabéric, revendiquant également par maintes procédures des droits juridictionnels sur l'église de cette paroisse.Sa santé se dégradant, il fait construire une chapelle dédiée à Saint Joachim près de son manoir de Lezergué en 1653 et travaille à la seconde édition de la Vie des Saints de la Bretagne d'Albert Le Grand qui sera publiée en 1659, un an avant sa mort, le 3 avril 1660 à Paris. Il est enterré dans l'église Saint Sulpice.

## Œuvres
Dans ses écrits, Guy Autret prit toujours le parti des catholiques de la Sainte Ligue, ne ménageant pas ses critiques à l'égard des Réformés.
En 1637, il publie des Annotations sur les lettres patentes du Roy portant commission de convoquer le ban et l'arrière-ban de Bretagne…
Il rédigea deux articles pour la Gazette de France sur le retour d'Henriette de France, laquelle, de retour d'Angleterre et partie de Falmouth, débarqua le 25 juillet 1644 dans une petite crique à Porspoder.
Il édita en 1655 une Vie de saint Joachim - aujourd'hui disparue.
La même année il publie son Dessein et projet de l'histoire généalogique de Bretagne pour corriger les erreurs qu'il attribue à du Paz. Mais cette « Histoire généalogique de Bretagne » restera inachevée à sa mort.
Il réédita et augmenta la Vie des Saints de la Bretagne d'Albert Le Grand, en 1659.
Généalogiste de la noblesse de Bretagne, sa correspondance avec Pierre d'Hozier fut publiée en 1899 par le Comte de Rosmorduc. Une autre partie de sa correspondance fut publiée en 1940 par Daniel Bernard.